# Edmund martyren
Edmund martyren eller kung Edmund av Östangeln, född omkring år 840, död 20 november 870 i Hoxne, Suffolk, var en kristen kung över Östangeln från 855 till sin död. Han vördas som martyr och helgon i Romersk-katolska kyrkan och Östortodoxa kyrkan, med minnesdag den 20 november.

## Biografi
Det förekommer olika uppgifter om Edmunds ursprung. Enligt en uppfattning var han son till sin företrädare  Æthelweard, och enligt en annan, återgiven av Abbo av Fleury, var han son till en annars okänd kung Alcmund av hertigdömet Sachsen och född i Nürnberg. Vid femton års ålder kröntes han till kung över det lilla riket Östangeln i östra England, och om hans regentskap berättas att han var rättvis och oemottaglig för smicker. Han skall ha lärt sig Psaltaren utantill. 
870 fördrev han danerna Hinguar (Ivar Benlös) och Hubba (Ubbi) från sitt land, vilka snart återkom och övertog styret av landet. Danerna var hedningar. Edmund tillfångatogs, kedjades, och fördes till Hinguar som ställde krav som var oförenliga med kristendomen och därför avslogs av den religiöse Edmund. Som vedergällning för Edmunds ohörsamhet lät Hinguar tortera Edmund till döds genom att skjuta pilar i honom. Tortyren ägde rum den 20 november 870 i Hoxne, Suffolk, medan Edmund ropade på Jesus, och slutligen höggs hans huvud av. Han begravdes först i Hoxne, men hans reliker fördes senare till Bury St Edmunds som blivit uppkallad efter honom.
Edmund var Englands skyddshelgon, tills Edward III av England ersatte honom med sankt Georg. Han är skyddshelgon för tortyroffer, vargar, East Anglia, och flera kungar i historien. Flera kyrkor och kloster är uppkallade efter honom, däribland Christopher Wrens St Edmund the King and Martyr i London.
Som kung efterträddes Edmund av Oswald och Æthelred II.

### Fotnoter
1. ↑  Sankt Edmunds födelse- och dödsdata är omtvistade. The Book of Saints anger 849 som födelseår och 869 som dödsår. The Book of Saints: A Dictionary of Servants of God. 6th ed. London: Cassell 1994, s. 174. ISBN 0-304-34357-9